# بونزانو فينيتو
بونزانو فينيتو (بالإيطالية: Ponzano Veneto)‏ هي بلدية في مقاطعة تريفيزو، منطقة فنيتة بشمال شرق إيطاليا.
تقع على بعد 30 كيلومترًا (19 ميلًا) شمال البندقية، و6 كيلومترات (4 ميل) شمال غرب تريفيزو.